# Swiss Medical Network
Swiss Medical Network ist eine Schweizer Privatklinikgruppe mit Kliniken und medizinischen Zentren in allen Sprachregionen des Landes. Swiss Medical Network ist eine Tochtergesellschaft der an der SIX Swiss Exchange notierten Aevis Victoria. Aevis hält Swiss Medical Network zu 77 %. Die Holdinggesellschaft ist in den Bereichen Gesundheit, Biowisenschaften, medizinische Versorgung, Hotellerie und personenbezogene Dienstleistungen tätig.

## Tätigkeitsgebiet
Swiss Medical Network ist eine der beiden führenden privaten Klinik- und Spitalgruppen in der Schweiz. Rund 2’350 Ärzte sowie 5'000 Mitarbeiter sind in den 21 Kliniken und Spitälern sowie den über 70 ambulanten Zentren tätig, die sich auf 15 Kantone und alle Sprachregionen des Landes verteilen. Die Gruppe deckt das gesamte medizinische Spektrum ab und führt Listen- und Vertragsspitäler. Die Einrichtungen verfügen über insgesamt rund 1’500 Betten und führten 2024 mehr als 90’000 chirurgische Eingriffe durch. Insgesamt wurden über 1'177'000 Patienten ambulant betreut. Swiss Medical Network war Mehrheitsaktionärin von der Hôpital du Jura bernois SA, bevor sie in die Réseau de l’Arc Gesundheitsorganisation überging.
Das Netzwerk wird ergänzt durch ein Ophthalmologie-Referenznetzwerk, das Swiss Visio Network, mit über 21 Zentren schweizweit. Swiss Visio ist spezialisiert auf refraktive Chirurgie und Ophthalmologie und ist international renommiert, für seine Forschungen im Bereich des Glaukoms.  
2022 lancierte Swiss Medical Network gemeinsam mit Visana Beteiligungen und dem Kanton Bern das Réseau de l’Arc, die erste integrierte Gesundheitsorganisation mit einem eigenen Gesundheitsprodukt namens VIVA. Im Zuge dieser integrierten Strategie legt Swiss Medical Network einen Fokus auf die gesundheitliche Grundversorgung in der Peripherie. Daher gehören zum Netzwerk über 70 medizinische Zentren, unter anderem die Xundheitszentren, die sich von Stein am Rhein bis Silvaplana erstrecken. 
Im Herbst 2024 wurde bekannt, dass das Swiss Medical Network eine neue integrierte Versorgungsregion im Tessin gegründet hat. Dies erfolgte mit der gleichzeitigen Integration der Centromedico Zentren. Januar 2025 wurde die Region unter dem Namen Rete Sant'Anna erfolgreich lanciert. 
| Kliniken, die zu Swiss Medical Network gehören | Gründungsjahr | Beitrittsjahr zu Swiss Medical Network | Fachgebiete |
| ---------------------------------------------- | ------------- | -------------------------------------- | --- |
| Clinique de Genolier                           | 1972          | 2022                                   | Onkologie, Orthopädische Chirurgie, Neurochirurgie, Allgemeine und viszeral Chirurgie                                                             |
| Clinique de Montchoisi                         | 1935          | 2003                                   | Ophthalmologie, Orthopädische Chirurgie, HNO, Radiologie                                                                                          |
| Clinique de Valère                             | 1920          | 2012                                   | Orthopädische Chirurgie, Allgemeine Chirurgie, Gastroenterologie                                                                                  |
| Clinique Générale Ste-Anne                     | 1908          | 2005                                   | Orthopädische Chirurgie, Sportmedizin, Gynäkologie                                                                                                |
| Clinique Générale-Beaulieu                     | 1899          | 2016                                   | Orthopädische Chirurgie, Gynäkologie und Geburtshilfe, Urologie, Onkologie, Nuklearmedizin, Radio-Onkologie                                       |
| Clinique Montbrillant                          | 1909          | 2015                                   | Orthopädische Chirurgie, Gynäkologie, Ophthalmologie                                                                                              |
| Clinique Valmont                               | 1905          | 2006                                   | Neurologische Rehabilitation, Orthopädische Rehabilitation, Periphere neurologische Rehabilitation, Rehabilitation der Atemwege, Gedächtnisklinik |
| Hôpital de La Providence                       | 1859          | 2012                                   | Sportmedizin, Orthopädische Chirurgie, Urologie                                                                                                   |
| Hôpital de Moutier                             | 1850          | 2020                                   | Gynäkologie, Innere Medizin, Mentale Gesundheit                                                                                                   |
| Hôpital de Saint-Imier                         | 1850          | 2020                                   | Chirurgie, Innere Medizin, Notfallmedizin, Geriatrische Rehabilitation                                                                            |
| Privatklinik Bethanien                         | 1912          | 2010                                   | Orthopädie, Wirbelsäulenchirurgie, Gynäkologie, Urologie                                                                                          |
| Privatklinik Belair                            | 1971          | 2019                                   | Orthopädie, Allgemeine und viszerale Chirurgie, Urologie                                                                                          |
| Privatklinik Lindberg                          | 1906          | 2011                                   | Orthopädische Chirurgie, Neurochirurgie, Urologie                                                                                                 |
| Privatklinik Obach                             | 1922          | 2012                                   | Allgemeine Chirurgie, Gynäkologie, Innere Medizin, Urologie                                                                                       |
| Privatklinik Siloah                            | 1955          | 2018                                   | Orthopädische Chirurgie, Allgemeine Chirurgie, Urologie                                                                                           |
| Privatklinik Villa im Park                     | 1984          | 2013                                   | Gynäkologie und Geburtshilfe, Orthopädische Chirurgie, Urologie                                                                                   |
| Rosenklinik Rapperswil                         | 1995          | 2019                                   | Orthopädie, Handchirurgie, Urologie, Sportmedizin                                                                                                 |
| Schmerzklinik Basel                            | 1978          | 2014                                   | Anästhesie, Interventionelle Schmerzdiagnostik, Rheumatologie, Neurologie                                                                         |
| Klinik Pyramide am See                         | 1993          | 2021                                   | Plastische und rekonstruktive Chirurgie, Brustkrebschirurgie (seit Herbst 2024 ist der Betrieb eingestellt)                                       |
| Spital Zofingen                                | 1888          | 2024                                   | Allgemeinchirurgie, Allgemeine Innere Medizin, Gynäkologie, HNO, Neurochirurgie, Orthopädie, Urologie                                             |
| Clinica Ars Medica                             | 1989          | 2012                                   | Orthopädische Chirurgie, Sportmedizin, Physiotherapie                                                                                             |
| Clinica Sant’Anna                              | 1922          | 2012                                   | Gynäkologie und Geburtshilfe, Onkologie, HNO |

## Geschichte
Fünf Aktionäre haben 2002 durch die Übernahme der Clinique de Genolier, welche seit 1972 in der gleichnamigen waadtländischen Gemeinde bestand, die AGEN Holding SA gegründet. In den folgenden Jahren wurden kontinuierlich neue Kliniken in die Gruppe integriert, um ein nationales Netz privater Gesundheitsinstitutionen zu schaffen. Im Jahre 2003 integrierten sie die Clinique de Montchoisi in Lausanne, VD, die 1923 gegründet worden war. Die 1905 von Henri-Auguste Widmer gegründete Clinique Valmont in Glion ob Montreux, VD, und die Kliniken Sainte-Anne und Garcia in Fribourg wurden 2005 integriert (aus der Fusion letzter beider ging schliesslich die Clinique Générale Ste-Anne hervor). Im Jahre 2007 wurde das Centre d’oncologie in Genf, das einzige private Zentrum für Radio-Onkologie der Stadt, eröffnet. 
Die AGEN Holding wechselt 2008 ihren Namen in Genolier Swiss Medical Network SA und integrierte im folgenden Jahr das Centre médico-chirurgical des Eaux-Vives in Genf und 2010 die im Jahre 1912 gegründete Privatklinik Bethanien in Zürich.
Im Jahre 2011 beteiligte sich die Genolier Swiss Medical Network mit 49 % an der Privatklinik Lindberg in Winterthur und stieg bei der Klinik Pyramide am See in Zürich zu 20 % ein. Die Privatklinik Obach in Solothurn (gegründet 1922), die Clinica Ars Medica in Gravesano TI (gegründet 1989), die Clinica Sant’Anna in Lugano (gegründet 1922) und die Privatklinik Lindberg wurden 2012 integriert sowie 2013 die Clinique de Valère in Sion, VS (gegründet 1920), das Hôpital de La Providence in Neuenburg (gegründet 1859) und die Privatklinik Villa im Park in Rothrist (gegründet 1984). Im Jahre 2014 folgte die Integration der Schmerzklinik Basel (gegründet 1978) und 2015 die Integration der Clinique Montbrillant in La Chaux-de-Fonds.
Nach 2015 benannte sich die Firma in Swiss Medical Network SA um, um das schweizweite Engagement zu betonen. Die renommierte Clinique Générale-Beaulieu trat dem Netzwerk 2016 bei, um die Onkologie und Radio-Onkologie in Genf weiter zu fördern. In der Deutschschweiz folgten noch die Privatklinik Siloah in Gümligen (BE) im Jahr 2018, die Rosenklinik Rapperswil im Jahr 2019 sowie die Privatklinik Belair auch im Jahr 2019.
Im Januar 2020 wurde bekannt, dass der Regierungsrat des Kantons Bern 35 Prozent des Aktienkapitals der Spitalgruppe Hôpital du Jura Bernois (HJB SA) an Swiss Medical Network veräussert. Die Spitalgruppe betreibt u. a. die Spitäler in Moutier und Saint-Imier. Am 30. August 2021 wurde die Beteiligung um weitere 17 Prozent, auf 52 Prozent, erhöht. Das ehemalige Hôpital du Jura Bernois wurde in Réseau de l'Arc umbenannt. Der ersten integrierten Gesundheitsversorgung in der Schweiz.
Am 12. Dezember 2024 wurde bekannt, dass das Spital Zofingen, eine Tochtergesellschaft der Kantonsspital Aarau AG, ab dem 12. Dezember 2024 Teil des Swiss Medical Network wird.